# SHW Bergkapelle Wasseralfingen
Die SHW Bergkapelle Wasseralfingen e.V. ist eine Musikkapelle aus Aalen-Wasseralfingen, deren Geschichte eng mit den Schwäbischen Hüttenwerken Wasseralfingen verbunden ist. Dirigent ist nach Hans Blank (1960–1979), Hans-Peter Blank (1979–1989), Philip Walford (1989–2015) seit 2015 Günter Martin Korst aus Schorndorf. Die Bergkapelle ist ein eingetragener und selbstständiger Verein, ist aber immer noch stark mit der SHW Automotive Wasseralfingen verbunden.

## Geschichte
Aufgrund des Erzaufkommens auf dem Braunenberg wurde bereits im 17. Jahrhundert durch die Fürstpropstei Ellwangen in Wasseralfingen in den Erzbergbau und in ein Hüttenwerk investiert. Im Zuge der Säkularisation ab 1803 fiel das Hüttenwerk dem Königreich Württemberg zu, das den Bergbau und das Hüttenwerk im Zuge der Industrialisierung stark ausbaute.

### Gründerjahre
Von Beginn an war die Bergkapelle mit Laienmusikern besetzt und hat diese Tradition bis heute fortgesetzt. Im Jahre 1813 fanden sich acht Knappen des Bergwerkes zu einer Musikkapelle zusammen. Sie waren mit ihrem Erzmeister im sogenannten „Erzhäusle“ des heutigen Gasthauses „Erzgrube“ nahe ihrem Arbeitsplatz, dem Tiefen Stollen, untergebracht.

### Aufstieg im 19. Jahrhundert
Der Aufstieg des königlichen Hüttenwerkes und die hohe wirtschaftliche Bedeutung des Ortes im 19. Jahrhundert förderte den Aufbau einer repräsentativen Kapelle. Im Gegensatz zu den damaligen Gründungen von Männerchören, die in der vorrevolutionären Zeit vor 1848 als Vereine mit demokratischen Statuten gegründet wurden, blieb die Kapelle stark an das staatliche Wirtschaftsunternehmen gebunden. Nur Angehörige des Unternehmens, zumeist Arbeiter aus dem Bergwerk oder von den Schmelzöfen, wurden musikalisch besonders gefördert und waren Musiker des Ensembles.
Zu Beginn fanden Konzerte und Aufführungen nur für die Hüttenwerke statt. Dies änderte sich ab Mitte des Jahrhunderts, als auch mit anderen Musikern aus der Region Operetten, Sinfonien und Ähnliches für die Öffentlichkeit aufgeführt wurden.

### 20. Jahrhundert und heute
Die Kapelle entwickelte sich im Laufe der Jahrzehnte zu einem Orchester mit einem Schwerpunkt auf symphonische Blasmusik. Das Orchester setzt sich in regelmäßigen Abständen das Ziel, bei Wertungsspielen in der Höchststufe zu musizieren. So wie in der jüngeren Vergangenheit beispielsweise beim Landesmusikfest in Villingen/Schwenningen (2006 – Teilnahme mit hervorragendem Erfolg), beim Kreismusikfest in Elchingen (2008 – Teilnahme mit hervorragendem Erfolg), beim Kreismusikfest in Stödtlen (2014 – Teilnahme mit hervorragendem Erfolg) oder beim Deutschen Musikfest in Osnabrück (2019 – Teilnahme mit sehr gutem Erfolg). Die Kapelle veranstaltete Konzertreisen nach Dänemark, England, USA, Spanien, Türkei oder Polen. Sie trat bei Bundes- und Landesgartenschauen und bei der SWR-Sonntagstour auf.
Im Landkreis und in der Stadt spielt die Kapelle jährlich vier Konzerte zu wohltätigen Zwecken, im jährlichen Turnus umrahmt sie Kirchenfeste wie Fronleichnam oder den Volkstrauertag. Jährlich am 6. Januar findet in der Stadthalle Aalen das Dreikönigskonzert statt.

## Orchester
Die Besetzung, die aus ca. 70–80 Musikern besteht, ist geprägt von einer Zusammensetzung von Musikinstrumenten, die für ein symphonisches Blasorchester benötigt werden. Die Musiker des Orchesters kommen aus allen Bevölkerungsgruppen und sind reine Amateurmusiker.
Außerdem gibt es ein Jugendorchester, welches zur Aufgabe hat, die Nachwuchsmusiker an das Leistungsniveau des aktiven Orchesters heran zu bringen. Vor der COVID-19-Pandemie 2020 spielte das Orchester mit 40 Jugendlichen in der Leistungsklasse „schwer“.
Seit Oktober 2017 bietet es auch ein Nachwuchsorchester mit dem Namen "Steiger-Minis" an.